# River-klass (ubåt)
River-klassen, eller Thames-klassen, var en klass av ubåtar som byggdes för Royal Navy. De tre båtarna i klassen var verksamma under andra världskriget och bestod av Thames, Severn och Clyde. Alla ubåtarna var uppkallade efter floder i Storbritannien. En förlorades under kriget och resten togs ur tjänst efter kriget.

## Design
River-klassen var Amiralitetets sista försök att tillverka "flott-ubåtar", ubåtar som var tillräckligt snabba för att kunna operera som en del av en flotta, vilket på den tiden innebar att de skulle klara någonstans runt 20 knop (37 km/h) när dem var i ytläge. De tidigare försöken hade varit de ångdrivna ubåtarna i K-klassen och de stora ubåtarna i M-klassen med 30,5 cm kanoner. M-klassen hade samma skrov som K-klassens. Skillnaden var tillskottet av dieselmotorer och en enda 30,5 cm kanon direkt framför kommandotornet.
En design utarbetades i slutet av 1920-talet och tre fartyg byggdes av Vickers i Barrow: Thames 1932 och Severn och Clyde 1935. De två sistnämnda var lite större än Thames. Ursprungligen planerades 20 fartyg, men ändrade tankesätt och budgetbegränsningar ledde till byggandet av endast tre exemplar.
Designen kompromissade med dykdjupet för att hålla vikten nere och hastigheten uppe. De hade ett säkert dykdjup på cirka 90 meter jämfört med Odin-klassen före dem som klarade 150 meter. De drevs av två dieselmotorer som levererade 8 000 hk (6 000 kW). Två Ricardo-motorer drev generatorer som överladdade dieselmotorerna upp till 10 000 hk (7 500 kW). Detta gav dem en yt-fart på 22 knop (41 km/h). Ett ganska olyckligt fel med River-klassen var en tendens till motorproblem efter långa resor.

## Tjänstgöring
Under andra världskriget opererade de till en början i Nordsjön och Medelhavet men flyttades senare till Fjärran Östern i slutet av kriget.
Clyde och Severn seglade från Gibraltar till Freetown 31 augusti 1939, bara fyra dagar innan fientligheterna bröt ut. Vid ankomsten anslöt de sig till South Atlantic Command och fick i uppdrag att eskortera konvojer. De anlände 7 september och Clyde seglade på sin första patrull dagen därpå.
Thames sänktes utanför Norge 23 september 1940 under en operation för att sänka den tyska slagkryssaren Gneisenau. Hon hann dock sänka den eskorterande torpedbåten Luchs. Themsens vrak har ännu inte hittats.
Clyde användes vid sex tillfällen för att leverera förnödenheter till den belägrade ön Malta i september 1941. Severn användes som en del av eskorten för konvoj SL16F i januari 1940, tillsammans med hjälpkryssaren HMS Cheshire och jagarna HMS Hardy och HMS Hostile. Severn och Clyde fungerade ofta som konvojeskorter på grund av sin långa räckvidd. Clyde och Severn genomgick båda en omfattande ombyggnad i USA.
Severn hade den mest händelserika tjänstgöringstiden av systerfartygen. Hon användes i efterdyningarna av slaget vid Rio de la Plata för att jaga tyska örlogsfartyg och deras stödfartyg. 5 april 1940 anslöt sig Severn till den nordgående konvojen FN139. Hon ställdes också i beredskap för att eventuellt delta i jakten på Bismarck, men Bismarck sänktes innan Severn tog sig till området. Severn användes i Operation Hawthorn under juni-juli 1943. Severn och Clyde var tjänstgjorde i Fjärran Östern (med utgångspunkt i Trincomalee) när de togs ur tjänst - Severn i december 1944 och Clyde i juli 1945. Båda fartygen tros ha skrotats i slutet av 1946.

## Båtar i klassen
- HMS Thames (N71) - sänkte 1 fientligt fartyg
- HMS Severn (N57) - sänkte 4 fientliga fartyg
- HMS Clyde (N12) - sänkte 6 fientliga fartyg